# Argyrosticta
Argyrosticta is een geslacht van vlinders van de familie Uilen (Noctuidae), uit de onderfamilie Acronictinae.

## Soorten
- Argyrosticta amoenita Stoll, 1782
- Argyrosticta aroa Bethune-Baker, 1906
- Argyrosticta aurifundens Walker, 1858
- Argyrosticta bellinita Guenée, 1852
- Argyrosticta craesita Schaus, 1904
- Argyrosticta decumana Felder, 1874
- Argyrosticta ditissima Walker, 1857
- Argyrosticta eubotes Druce, 1903
- Argyrosticta eurysaces Schaus, 1914
- Argyrosticta meres Druce, 1903
- Argyrosticta panamensis Druce, 1889
- Argyrosticta phraortes Druce, 1903
- Argyrosticta scione Druce, 1903
- Argyrosticta vauaurea Hampson, 1908